# 蒙多維主教座堂

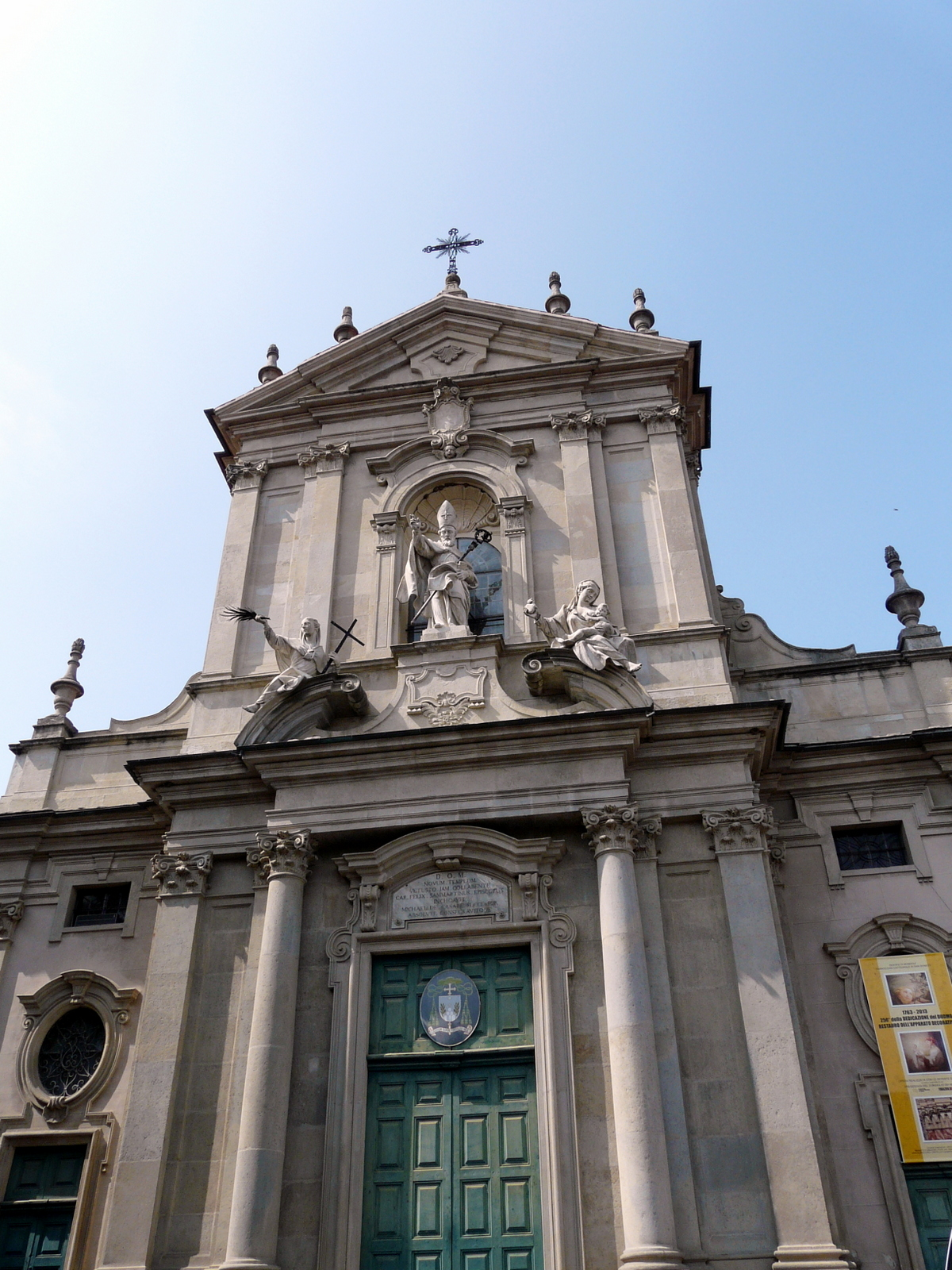

蒙多维圣多納托主教座堂 (義大利語：Cattedrale di Mondovi; Cattedrale di San Donato）是天主教蒙多维教区的主教座堂，位于意大利北部皮埃蒙特大区库内奥省蒙多维，供奉圣多納托。

## 历史与建筑
第一座教堂建于12世纪，16世纪初被一座文艺复兴建筑所取代，1574年，萨伏伊公爵埃馬努埃萊·菲利貝托下令拆除。随后，圣方济各堂被宣布为主教座堂，取而代之的是现在的主教座堂，该教堂建于1743年至1753年，由建筑师弗朗西斯科·加洛设计，十年后由弥额尔·卡萨蒂主教奉献。
主教座堂内拥有众多艺术品，其中许多是旧堂的作品。其中包括文艺复兴时期教堂的祭坛（1507年）；1872年教宗庇护十一世捐赠的教宗庇护五世的古代半身像；以及皮埃蒙特和伦巴第艺术家在17世纪和18世纪的各种绘画。彩绘装饰和粉饰灰泥在19世纪中期完成。司祭席和正祭台用大型壁画装饰：后殿是保罗·埃米利奥·莫加里创作的“圣多那托殉道”；穹顶是“圣庇护五世的荣耀”；司祭席是“圣母加冕”。Suffrage 小堂是18世纪洛可可风格的一个很好的例子，带有18世纪末的雪花石膏十架苦像。